# Zachariáš (jméno)
Zachariáš (hebrejsky זְכַרְיָה, Zecharja) je mužské biblické a rodné jméno hebrejského původu.
Další variantou jména je Zachar. Jméno znamená „Hospodin si vzpomněl“ nebo „Hospodin pamatuje“. Podle katolického kalendáře má svátek 5. listopadu.

## Zachariáš v jiných jazycích
- Slovensky: Zachariáš
- Německy: Zacharias
- Anglicky: Zachary nebo Zacharias nebo Zachariah nebo Zechariah
- Italsky: Zaccaria
- Rumunsky: Zaharia
- Polsky:Zachariasz
- Rusky: Zachar
- Bulharsky: Zacharij nebo Zachari
- Španělsky: Zacarias
- Maďarsky: Zakariás
- Turecky: Zekeriya
- Srbsky a chorvatsky: Zaharije

## Známí Zachariášové
- Zachariáš, papež (741–752)

Viz rozcestník Zacharjáš.